# MARC
MARC (англ. Machine-Readable Cataloging, «машиночитаемая каталогизация») — формат машиночитаемой каталогизационной записи.

## История
Впервые программа MARC I была разработана Библиотекой Конгресса США в 1965—1966 годах с целью получения данных каталогизации в машиночитаемой форме. Аналогичная работа выполнялась в Великобритании Советом по Британской национальной каталогизации для обеспечения использования машиночитаемых данных при подготовке печатного издания Британской национальной библиографии — British national Bibliography (проект BNB MARC). На основе указанных разработок в 1968 году начал создаваться коммуникативный англо-американский формат MARC (проект MARC II). Целями его создания стало обеспечение:
- гибкости решения каталогизационных и других библиотечных задач,
- пригодности для национального библиографического описания любых видов документов и использования структуры записи в автоматизированных системах.

В 1971 году обобщённая версия MARC была принята в качестве международного стандарта ISO 2709.
В СЭВ, и, впоследствии, в СНГ, ISO 2709 был адаптирован в качестве ГОСТ 7.14-84 (СТ СЭВ 4269-83) СИБИД и ГОСТ 7.14-98 СИБИД. Однако оба эти стандарта (и международный оригинал и русскоязычная адаптация) являлись слишком общими и не содержали значимых для библиотечного дела подробностей, поэтому не могли применяться напрямую. Про ISO 2709 можно сказать, что практически все форматы семейства MARC соответствуют ему в части определения формата данных, являясь его подмножествами. Но, при этом, они, обычно, выходят за его рамки в части определения конкретных полей его записей.

## Национальные адаптации первоначального формата и появление обобщающих стандартов
В процессе развития использования формата в 1970-х гг. появились более 20 его различных версий, ориентированных на национальные правила каталогизации (в том числе UKMARC (Великобритания), INTERMARC (Франция), USMARC (США), AUSMARC (Австрия), CANMARC(Канада), DanMARC (Дания), LCMARC, NorMARCV SwaMARC и др.).
Для преодоления несовместимости этих форматов в 1977 году Международной федерацией библиотечных ассоциаций (ИФЛА) было выпущено издание «Универсальный формат MARC» (Universal MARC Format, UNIMARC). Его целью провозглашено « …содействие международному обмену данными в машиночитаемой форме между национальными библиографическими службами». Предполагалось, что этот формат должен стать посредником между любыми национальными версиями форматов MARC и, следовательно, обеспечивать конвертирование данных из национального формата в него, а из него — в другой национальный формат.
В 1980 году вышло в свет второе издание UNIMARC, а в 1983 — UNIMARC Handbook, в которых основное внимание уделялось каталогизации монографий и сериальных изданий. При этом были использованы требования Международного стандарта библиографических описаний (International Standard Bibliographic Description, ISBD).
В 1987 году издана новая версия формата UNIMARC, отражённая в Руководстве по применению UNIMARC — «UNIMARC Manual», которая расширила его действие на другие виды документов. Кроме того, Руководство предусмотрело возможность использования данного формата «как модели для разработки новых машиночитаемых библиографических форматов».
В то же время, развитие формата USMARC шло самостоятельным путём.
В своих последних редакциях формат USMARC превратился в комплекс специализированных форматов (USMARC Concise Formats) для записи библиографических, авторитетных, классификационных данных, данных о фондах и общественной информации (соответственно — USMARC for Bibliographic Date; USMARC Format for Authority Data, USMARC for Classification Data, USMARC Format for Holding Data, USMARC Format for Community information). Каждый из указанных форматов опубликован, содержит подобное описание полей, инструкции по применению и правила, обеспечивающие ввод и идентификацию данных.
В 1990-х годах на повестку дня стал вопрос об унификации форматов обмена англоязычных стран, работающих по одним и тем же планам каталогизации. Разработчики нового формата (первоначальное название IMARС) планировали согласование форматов США, Великобритании, Канады, Австралии и Новой Зеландии. Но реальную работу по согласованию вели только представители США и Канады.
В 1999 году в результате согласования и последующего слияния библиографических форматов США и Канады (USMARC и CANMARC) объявлено об образовании на их основе нового формата («Формата XXI века») — MARC-21. С этого времени организации, ориентировавшиеся на формат USMARC, должны перейти на формат MARC-21 и отслеживать все его последующие изменения, включая новые дополнения к нему (ранее подобные требования отсутствовали). MARC-21 включает форматы:
- библиографических данных;
- авторитетных данных;
- данных о фондах;
- классификационных данных;
- общественной информации.

В настоящее время формат MARC-21 используется в США, Канаде, Австралии, Новой Зеландии, в университетских библиотеках Великобритании и Франции, Венгрии, Дании, Испании, Швеции, Финляндии, а также в Национальной библиотеке Италии.

## Внутреннее устройство
База данных в формате MARC представляет собою последовательность отдельных записей переменной длины, каждая из которых относится к одному конкретному изданию. Внутреннее устройство каждой из записей — переменной длины, с переменным составом стандартных полей, некоторые из которых могут быть множественными. Такой формат хранения данных удобен для работы с магнитными лентами, на которых первоначально и хранились такие данные, для реляционных СУБД он представлял серьёзное неудобство. Маппинг MARC в XML оказался, однако, более естественным.

## Форматы
Сейчас существует целое семейство форматов MARC. Два основных ответвления в развитии формата, конкурирующие между собой: MARC21 и UNIMARC.

### MARC21
Поддерживается библиотекой конгресса США, используется в основном в США и Великобритании

#### MARCXML
XML-схема, основанная на MARC21. Определяет вариант XML, совпадающий по выразительным свойствам с MARC21. Так же, как и сам MARC21, разработан и поддерживается библиотекой конгресса США

### UNIMARC
Поддерживается международной организацией IFLA и используется в основном в Европе и Азии.
В своей второй редакции 1994 г. и с учётом дополнений последних лет формат UNIMARC включает поля, необходимые для описания таких видов документов, как текстовые документы монографические (прежде всего, современные книги), старопечатные издания, сериальные издания, нотные документы, графические материалы на непрозрачной основе, аудиоматериалы, видео- и проекционные материалы, электронные ресурсы, картографические материалы.
Поля формата UNIMARC можно подразделить на общие и специфические. Общие поля используются при описании любых видов документов, специфические — только при описании определённых видов. Специфические поля встречаются в блоках полей формата 0ХХ, 1ХХ, 2ХХ. В блоке 0ХХ имеются поля для записи уникальных международных идентифицирующих номеров документов (ISBN, ISSN, ISMN и т. д.). В блоке 1ХХ существуют поля кодированных данных отдельно для книг (105), сериальных изданий (110), видеоматериалов (115), графических материалов (116), электронных ресурсов (135). В блоке описательной информации 2ХХ специфическое поле 230 отражает область специфических сведений об электронных ресурсах.
UNIMARC включает достаточно большой перечень полей, однако даже этого перечня не хватает для описания специальных видов научной и технической литературы: диссертаций, отчётов по НИОКР, патентных, нормативно-технических документов и промышленных каталогов, причём не хватает именно специфических полей.
Формат UNIMARC разрабатывался на протяжении ряда лет, он постоянно совершенствуется и теперь, но очень медленно. Это связано с тем, что Постоянный комитет при ИФЛА, поддерживающий UNIMARC, малочислен и работает на общественных началах по принципу консенсуса, используя в основном переписку для взаимных консультаций. Одним из последних крупных изменений, внесённых в структуру формата Постоянным комитетом, является утверждение комплекса полей для описания электронных ресурсов, многие из которых имели статус предварительных ещё в редакции формата 1987 г. Все перечисленные обстоятельства побудили разрабатывать свою версию формата, добавляя поля и подполя национального использования, что допускается данным международным стандартом. Кроме того, для большинства видов документов было решено разработать руководства по применению MARC-формата, которые должны были бы включать описания особенностей заполнении специфических и общих полей для каждого вида, а также содержать рекомендации по описанию в национальной версии формата типовых документов, относящихся к каждому виду, то есть была поставлена задача разработки образцов, или моделей, описания документов.

### Национальные версии
Существуют различные национальные версии форматов MARC.
Как правило, это адаптированные к языковой и национальной специфике версии форматов MARC21, UNIMARC и др.

#### MARC в России
В России не существует единственного общепринятого варианта MARC, адаптированного для нужд русского языка и отечественных библиотек. В настоящее время используется ряд версий этого формата. Одной из широко распространённых является RUSMARC — официальная российская версия UNIMARC, которую продвигает часть российского библиотечного сообщества при определённой поддержке Министерства Культуры.
Однако, значимая часть крупных библиотек достаточно активно вкладывалась в использование адаптированной к русскому языку версии USMARC. Среди них можно назвать ГПНТБ, осуществившую перевод стандарта на русский язык, и Российскую государственную библиотеку, которая после появления заменяющего USMARC стандарта MARC21 переориентировалась на него.

#### MARC в странах бывшего СССР
- Белорусский коммуникативный формат представления библиографических записей в машиночитаемой форме — BELMARC[7], разработан на основе UNIMARC.

- Украинский вариант UNIMARC: УКРМАРК Національний формат представлення бібліографічних даних (проект).